# فابيو تيستي
فابيو تيستي (بالإيطالية: Fabio Testi)‏ ممثل إيطالي ولد في 2 أغسطس عام 1941، مشهور من أفلامه ملك الرمال.

## قائمة الأعمال
- Death Knocks Twice (1969)
- حديقة آل فينزي كونتيني (فيلم) (1970)
- Addio, Fratello Crudele (Tis Pity...) (1971)
- What Have You Done to Solange? (1972)
- Gang War in Naples (1972)
- Revolver (1973)
- Nada (1974)
- L'important c'est d'aimer (1975)
- Four of the Apocalypse (1975)
- The Inheritance  [لغات أخرى]‏ (1976)
- The Big Racket (1976)
- The Heroin Busters (1977)
- China 9, Liberty 37 (1978)
- Contraband (1980)
- S+H+E: Security Hazards Expert (1980)[2]
- The Ambassador  [لغات أخرى]‏ (1984)
- Madman at War (1985)
- First Action Hero (1994)
- Road to Nowhere (film) (2011)
- ملك الرمال (2012)

## روابط خارجية
- Official Fabio Testi website الموقع الرسمي
- فابيو تيستي على موقع IMDb (الإنجليزية)
- فابيو تيستي على موقع روتن توميتوز (الإنجليزية)
- فابيو تيستي على موقع ألو سيني (الفرنسية)
- فابيو تيستي على موقع ميوزك برينز (الإنجليزية)
- فابيو تيستي على موقع تيرنر كلاسيك موفيز (الإنجليزية)
- فابيو تيستي على موقع أول موفي (الإنجليزية)
- فابيو تيستي على موقع قاعدة بيانات الأفلام السويدية (السويدية)
- فابيو تيستي على موقع أول ميوزيك (الإنجليزية)
- فابيو تيستي على موقع ديسكوغز (الإنجليزية)
- فابيو تيستي على موقع قاعدة بيانات الفيلم (الإنجليزية)